# Cryptoperla uchidai
Cryptoperla uchidai är en bäcksländeart som beskrevs av Bill P.Stark och Ignac Sivec 2007. Cryptoperla uchidai ingår i släktet Cryptoperla och familjen Peltoperlidae. Inga underarter finns listade i Catalogue of Life.